# パパモビル

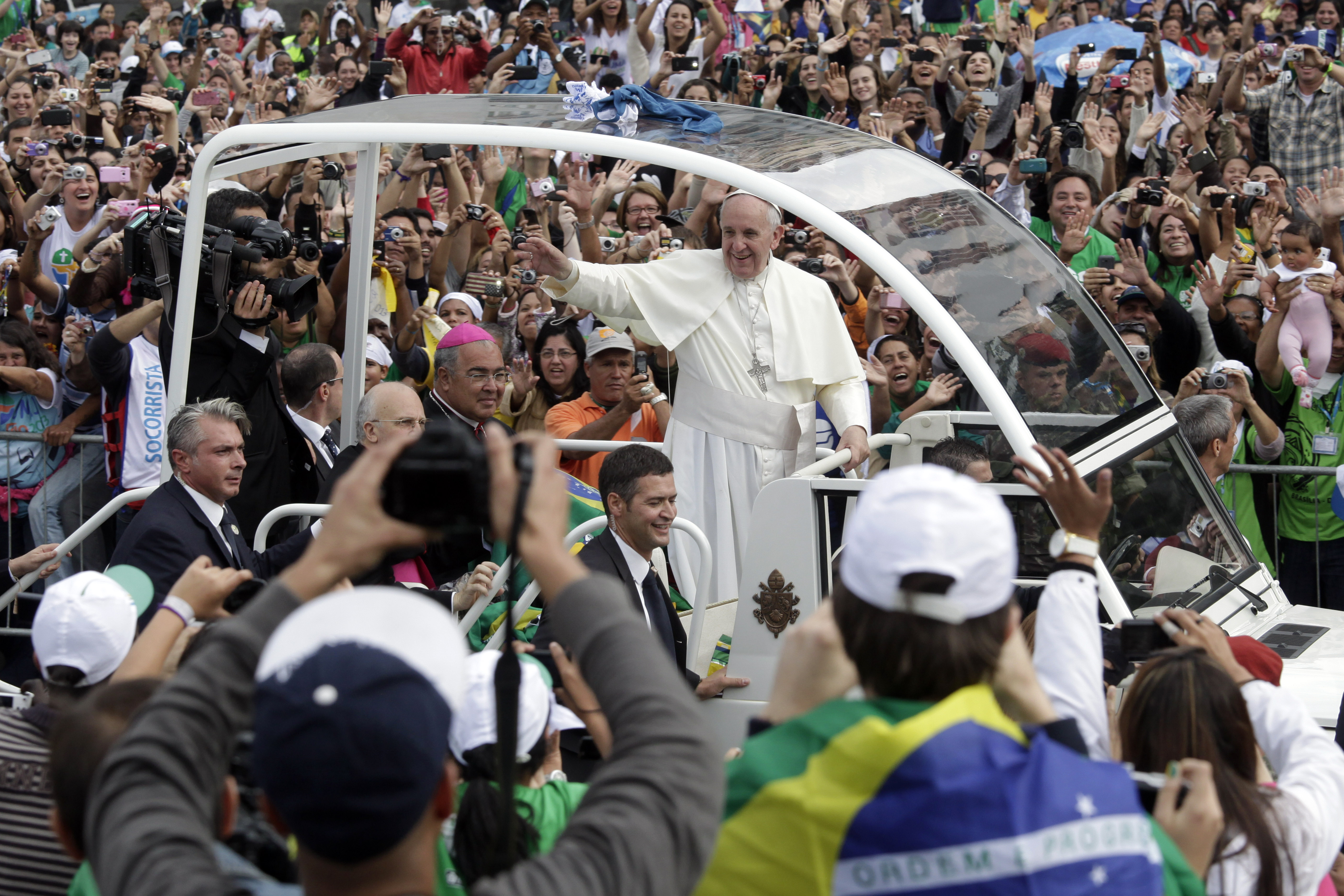
パパモビルに乗り、沿道の信徒の歓呼にこたえる教皇フランシスコ（2013年、ブラジルでのワールドユースデーにて）。

パパモビル（イタリア語: Papamobile、パーパモービレまたはパパモービレ、英語: popemobileまたはPopemobile、ポープモービル）は、ローマ教皇が一般拝謁時に、古めかしく時に実用的ではない御輿玉座（sedia gestatoria）を使用しない場合に用いる、特別に設計された自動車の非公式の名称である。パパモービルとも。
2002年にヨハネ・パウロ2世は、この用語が「威厳に欠ける」と言って、マスメディアに対し「パパモビル」と呼ばないように要請した。しかし、時期ははっきりしないがフランシスコの時代になると、バチカンニュース自ら「パパモビル」という表現を使用するようになっていた。

## 概要
パパモビルは、一般拝謁時に教皇の姿が信徒たちからよく見えるように設計されている。
パパモビルには、オープンカー型のものが幾種類かある一方で、その他の車両は教皇を防弾ガラスで囲う形状となっており、メフメト・アリ・アジャによるヨハネ・パウロ2世暗殺未遂事件後にこの型の車両が開発された。また、教皇が座れるものと、立ったままの姿勢で乗る型の車両がある。
ローマ教皇庁は、必要とされる警護レベルや移動距離、速度に応じて、数種類かのパパモビルの中から用途に最適な車輌を選択する。
なお、教皇が乗車しているパパモビルのナンバープレートは通常は「SCV 1」が使用され、「SCV」はイタリア語で「バチカン市国」を意味する「Stato della Città del Vaticano」を表し、つまり「バチカン市国1号」を意味する。ただし、時代によっては「SCV 2」から「SCV 9」までが使われたこともあった。

## 歴史
パパモビルの前身は、教皇の従者たちが肩で担ぐ型の椅子式の「御輿玉座」であった。これは20世紀後半になると使用されなくなっていた。その代替として、20世紀初頭以来、多くの自動車製造業者がローマ教皇の専用車を製作してきた。
1861年から1929年にかけてイタリア王国とローマ教皇庁の間におきた政治的な「ローマ問題」によって、バチカン外にほとんど出ることがなかった教皇にとって自動車はあまり必需品ではなく、1909年以来、なんらかの寄贈された車を所有していたが、ピウス10世が車を嫌っていたこともあり、使用された形跡はほとんどなかった、ラテラノ条約締結後外出が可能になったピウス11世に、1929年にフィアットから寄贈された1929年製フィアット525Nが知られている最古の教皇が用いた自動車とされる。

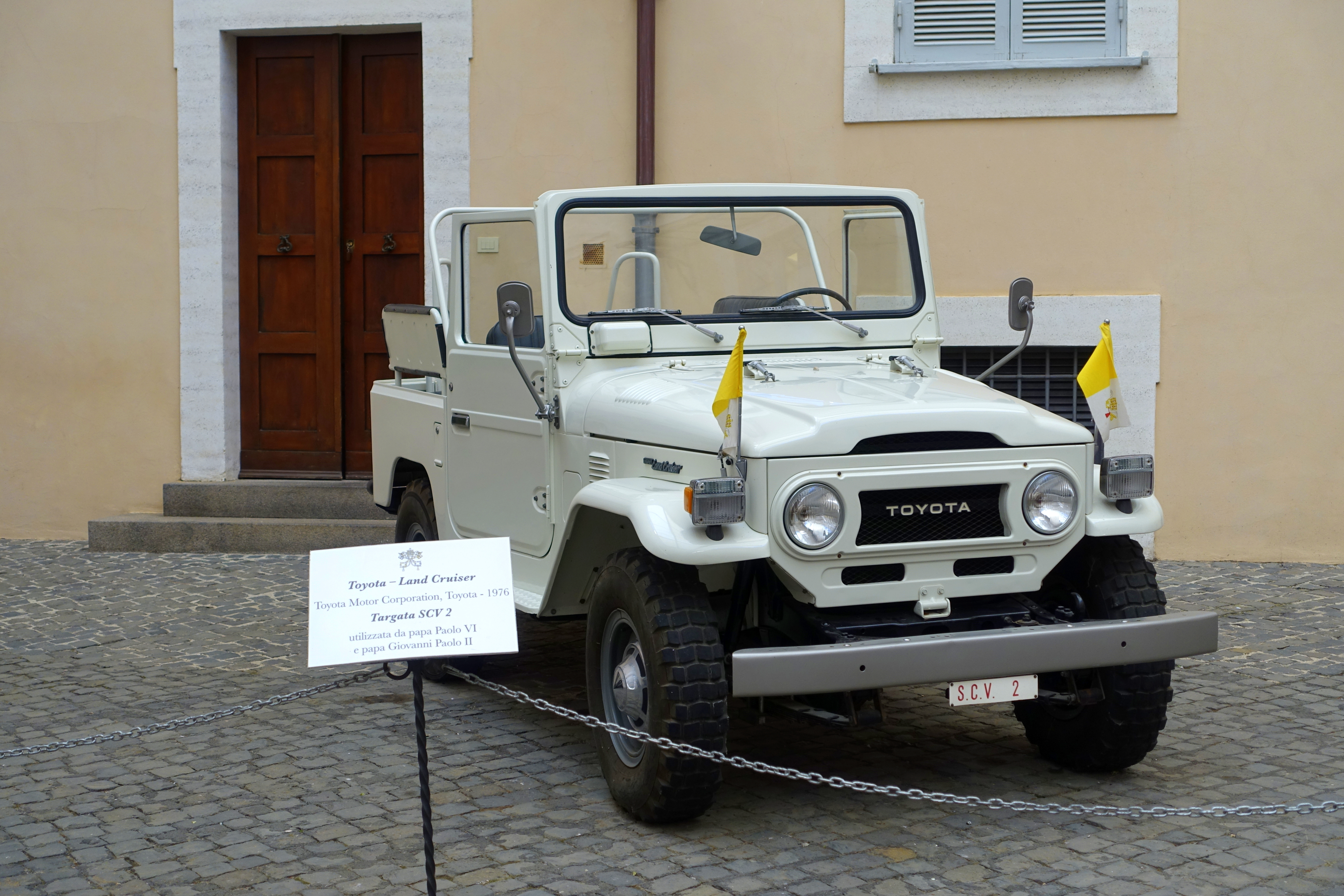
バチカン美術館の解釈で、最初の「パパモビル」としているのは1976年製トヨタ・ランドクルーザーで、ナンバープレートは「SCV 2」だった。

教皇庁の預かり知らぬところで、世間が勝手に使いだした非公式名ゆえに、その定義や最初のパパモビルについては諸説ある。馬車博物館でいくつかのパパモビルを展示するバチカン美術館は、パパモビルは人々に見られるために教皇が使用する白いオフロード車としており、よって最初のパパモビルは聖年直後の1976年にパウロ6世が使用した1976年製トヨタ・ランドクルーザーだとしている。ただしこの時代にはまだパパモビルやポープモービルという呼称は存在していなかった。
フォード・モーター社は、自社の大統領専用車を基にした一連の車を製作し、リーマン＝ピーターソン（Lehmann-Peterson）社によって特別カスタム仕様が施された1964年製リンカーン・コンチネンタルのリムジンは、1965年のパウロ6世のニューヨーク訪問時に使用された。カスタム仕様によって、車体中央部は34インチ (86 cm) 延長され、教皇が立って観衆が見渡せるよう屋根は取り外し可能仕様にされ、教皇が座る玉座のような座席は教皇の視界を良くするため高さを上げ下げできる仕組みになっていた。ジョン・F・ケネディ大統領の暗殺事件の記憶もまだ新しく、ウィンドウの上部は防弾性のあるガラスが使われ、PAシステム、警護に付くスイス兵が車外に立ったまま乗車するための外装ステップと手すりが加えられた。またボンネット前方左右には、バチカンとアメリカ合衆国の国旗が片側それぞれ一対づつ、合計4本が飾れるようになっており、暗闇の中ではチューブライトで照らせるようにもなっていた。
1969年1月にウォール・ストリート・ジャーナルで、教皇が使用したことから「Popemobile（ポープモービル）」としてこの車が売りに出されている旨が掲載された。この時初めて英語メディアで「Popemobile（ポープモービル）」という呼称が使われた。「パパル（教皇の）コンチネンタル（Papal Continental）」とも呼ばれた。なお色は白ではなく、当然オフロード車でもなかった。
この車を購入したアイオワ州の眼科医はポープモービルという名称の下に主にシカゴ市、時にはニューヨーク市やロサンゼルス市などに無償貸与し、この車を著名人が参加するパレードなどの大きなイベントでの使用を推進し、アポロ11号のニール・アームストロング、バズ・オルドリン、そしてマイケル・コリンズによる宇宙飛行士たちの地球凱旋パレードなどに使用された。
1970年のパウロ6世のボゴタ訪問の際には、再度の使用の要請がなされこのリムジンが提供された。標高が8,600フィート (2,600 m) のボゴタでは、そのままの状態では走行が難しいことが判明し、航空燃料で走れるようエンジンに大幅な改造が施された。
後にパウロ6世はメルセデス・ベンツ600プルマン・ランドーレットを使用した。天井は通常より3インチ (7.6 cm)高く設計され、教皇が座る玉座式の後部座席と、お付きのための折り畳み式の2席が設けられた。

### ヨハネ・パウロ2世による使用

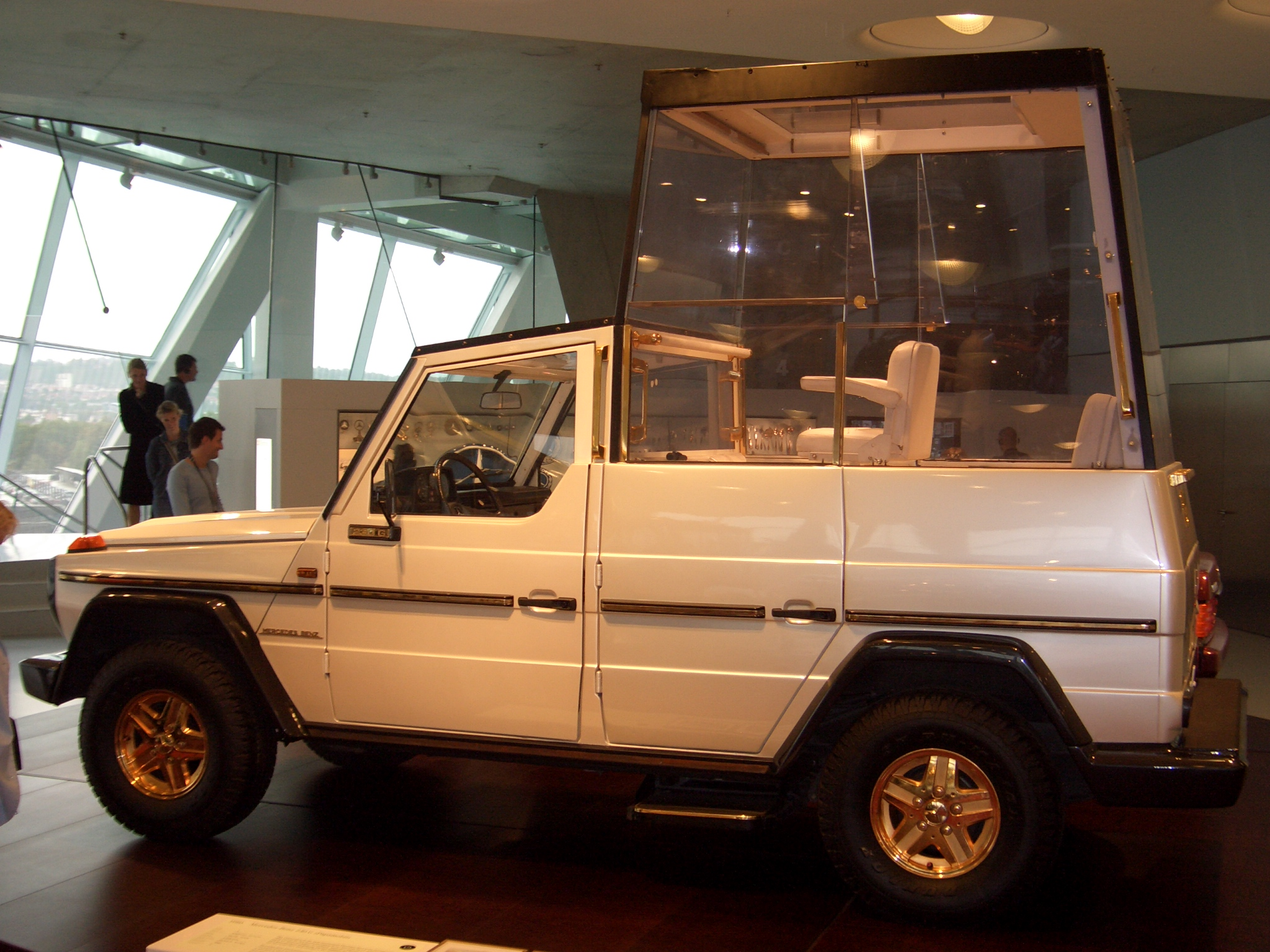
メルセデス・ベンツ博物館に展示されているメルセデス・ベンツ230Gのパパモビル

1979年にヨハネ・パウロ2世が最初にポーランドを訪問したとき、スタラホヴィツェの農場で使用していたポーランド製の1979年FCS Star小型トラックの荷台を装甲板で保護し白く塗装した車両（2台中1台）を使用し、時速6 kmの速度で移動した。1979年にローマ教皇史上初の訪問として、ヨハネ・パウロ2世がアイルランドを訪れたとき、現在バチカンで使用されているもう1台の車より大型の1979年製フォード Dシリーズのトラックが15人乗りの専用車に改装された。このトラックは教皇訪問後、市内観光や移動可能な車上パーティー・トラックとして一般に貸し出され、最も不敬な一台とみなされた。ヨハネ・パウロ2世のアイルランド訪問も参照
もう1台というのは車体後部に教皇が座れるように小さなガラス張りの「部屋」をしつらえたメルセデス・ベンツ車を改装した車である。メルセデス・ベンツ230Gを改装した車は1980年にヨハネ・パウロ2世が西ドイツを訪問した際に製作された。現在のパパモビルの1台は、メルセデス・ベンツMクラス SUVを元に米国で製作され、このML430を基にしたパパモビルは2002年6月にヨハネ・パウロ2世に贈呈された。
1981年の暗殺未遂事件の後でパパモビルの前後左右には防弾ガラスが装着されたが、窓を開け放して走行することもある。1984年に教皇がカナダを訪問している間に使用した車はGMC・シエラを基にしてカナダのピエールヴィル（Pierreville）にあるティボー・ファイアエンジン社（Thibault Fire Engine Company）で改装されたパパモビルであった。この車はその後1998年の教皇のキューバ訪問時にも使用され、2005年の時点でカナダ科学技術博物館（Canada Science and Technology Museum）に展示されている。チボー・ファイアーエンジン社で製作された2台目のパパモビル用のトラックは、1984年にバチカンに送り返された。
1987年9月の教皇の米国訪問期間中に2台のメルセデス・ベンツ230GのパパモビルがワシントンD.C.に空輸され、シークレット・サービスにより前部座席から教皇席へ移動できるように改造されて以後もこの仕様で使われ続けた。このうちの1台は退役し、現在はドイツのシュトゥットガルトにあるメルセデス・ベンツ博物館（Mercedes-Benz Museum）に展示されている。

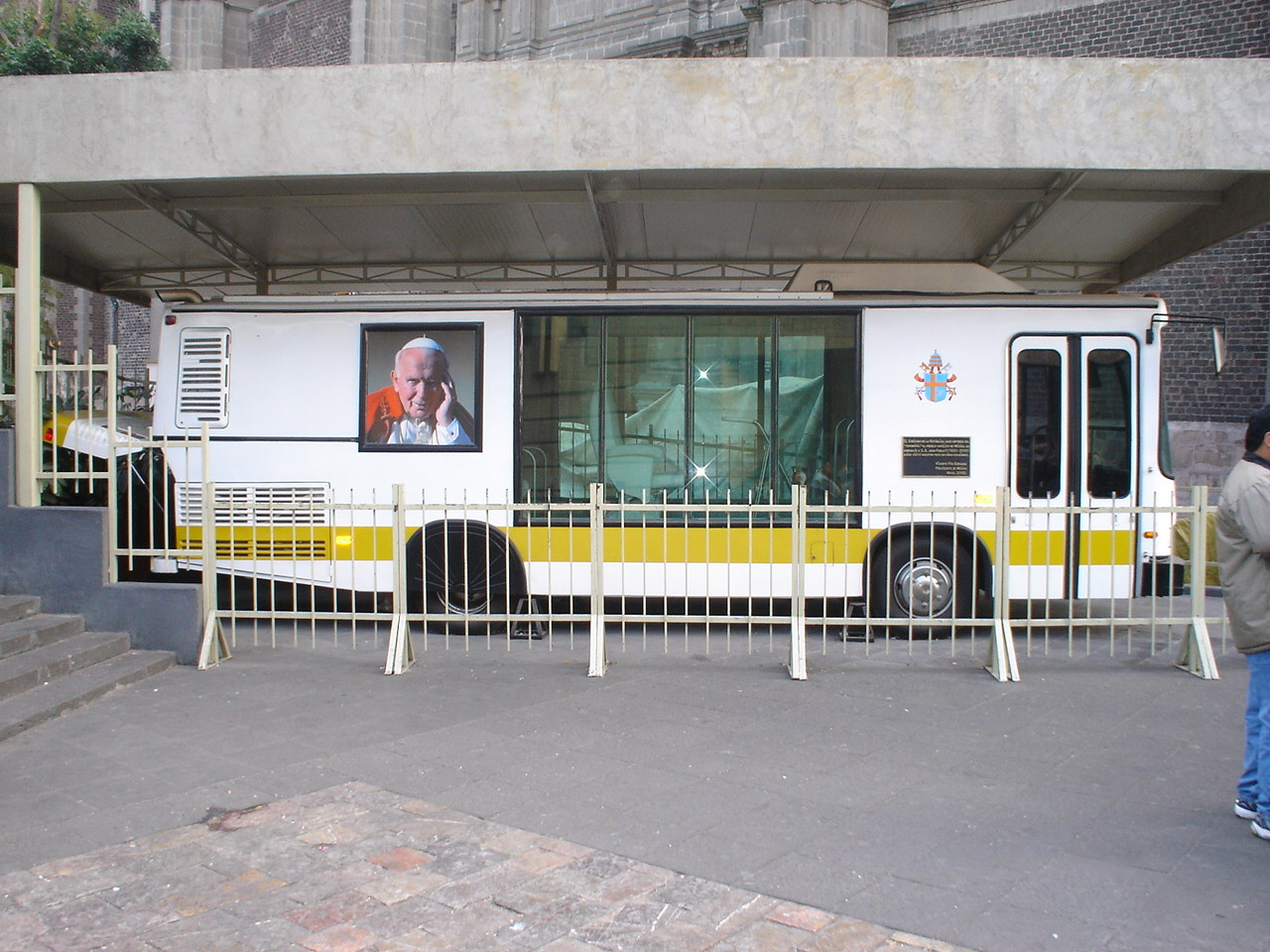
メキシコで使用されたパパモビル

教皇の国外訪問時に使用された車両のうち数台はそのまま訪問国に残され、次回の訪問時に再度使用される。例えば、メキシコのパパモビル（Papamóvil）はヨハネ・パウロ2世の葬儀期間中に一般に公開された。チリでは一個人のアマド・パレデス（Amado Paredes）がチリ製のパパモビルを製作し、この車が教皇のチリ訪問時に使用された。同様にフィリピンの自動車製造業者であるフランシスコ・モータース（Francisco Motors）社は、1995年の教皇の訪問時に特製のパパモビルを製作した。これは民間企業からの寄進によって費用を賄い、防弾ガラスや耐爆弾用の部品を装備して教皇護衛のスイス衛兵隊による検査にも合格した車両であった。ヨハネ・パウロ2世が死去したとき、このパパモビルは展示するために短期間クイアポ教会（Quiapo Church）の教区員により借り出され、これは教皇の葬儀に参列するためにバチカンへ行く余裕のないフィリピンの信徒たちにとって巡礼の対象となった。
UMMは、ヨハネ・パウロ2世のポルトガル訪問のため、1992年製Alter IIのロング・ホイールベース版5ドア車を基にした特製パパモビルを製作した。この車には教皇の玉座を取り囲む40 mm厚の防弾ガラスが装備され、エアコンを搭載し、教皇の座る後部座席のマイクロフォンと接続された外付けのラウドスピーカーも取り付けられていた。
2006年にはヨハネ・パウロ2世の1982年の英国訪問時に使用されたパパモビルがオークションに掛けられ3万7,000ポンド（7万500ドル）で売却された。

### ベネディクト16世による使用

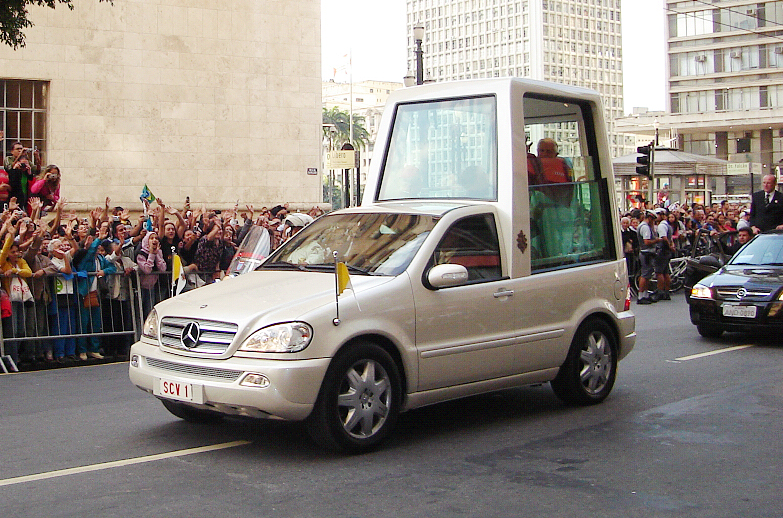
ブラジルのサンパウロ訪問時のベネディクト16世が乗る、メルセデス・ベンツML430を改装したパパモビル

ベネディクト16世の国外訪問時に最も頻繁に使用されたのがメルセデス・ベンツMクラス SUVを改装して、車体後部に特製のガラスで覆われた「部屋」を造り付けたパパモビルである。
教皇が後面ドアから車内に入ると数段上り、座ると御座は油圧でガラス張りの「部屋」に持ち上げられることで周りからは教皇の姿がよく見られるようになる。車の前部座席には運転手のほかに1名分（通常は警護官）の座席が確保されている。車体後部のガラス張りの部屋には、昇降式の御座の前に教皇の従者用の2名分の座席が設けられている。この車は防弾ガラス製の窓と屋根や装甲で強化された車体側面と足回りを備えている。
オープンカー型式のパパモビルは、サン・ピエトロ広場で行われる行事で最も一般的に使用されているが、行事の大半が一般謁見であり、同広場に巡礼者の謁見を教皇は受けるのが務めだからである。
2007年6月6日、ローマ教皇が一般拝謁を始めた時に、一人のドイツ人がベネディクト16世の乗るオープンカー型式のパパモビルに飛び掛かろうとした。教皇はかすり傷一つ負わず、27歳の男が広場の警護用の柵を乗り越えたことに気づいた様子すらなく、現場を走り抜けるときには白いフィアット車のパパモビルにしっかりと座っていた。広場をゆっくりと走行するパパモビルに伴走していた少なくとも8名の警護官が男を取り押さえ、地面にねじ伏せた。男はバチカン警察（Corps of Gendarmerie of Vatican City）により尋問された。

### フランシスコによる使用
2013年に着座したフランシスコは、着座式に先立つ一般謁見には、会衆と握手や抱擁をすぐに交わせるように、ヨハネ・パウロ2世時代に導入されたフィアット・カンパニョーラのオープンカーを選び、以後も広場での謁見時にしばらく使用していた。清貧をモットーとすることから、フィアット・カンパニョーラのような古いパパモビルを使用することにしたのである。しかし程なく警備上の理由からか、メルセデス・ベンツGクラスベースの車両に戻されている。この車両は前面と上面のみにガラスが張られている構造となっているため、教皇の意向を叶えつつ警備面も妥協しないという相反する需要を満たせている。上記のメルセデス・ベンツMクラス SUVクラスベースの車両をはじめとする部屋づくりの車両は、フランシスコ曰く「イワシの缶詰」のような状態となってしまい、彼の意向を満たせなくなったことから、使われなくなった。

### レオ14世による使用

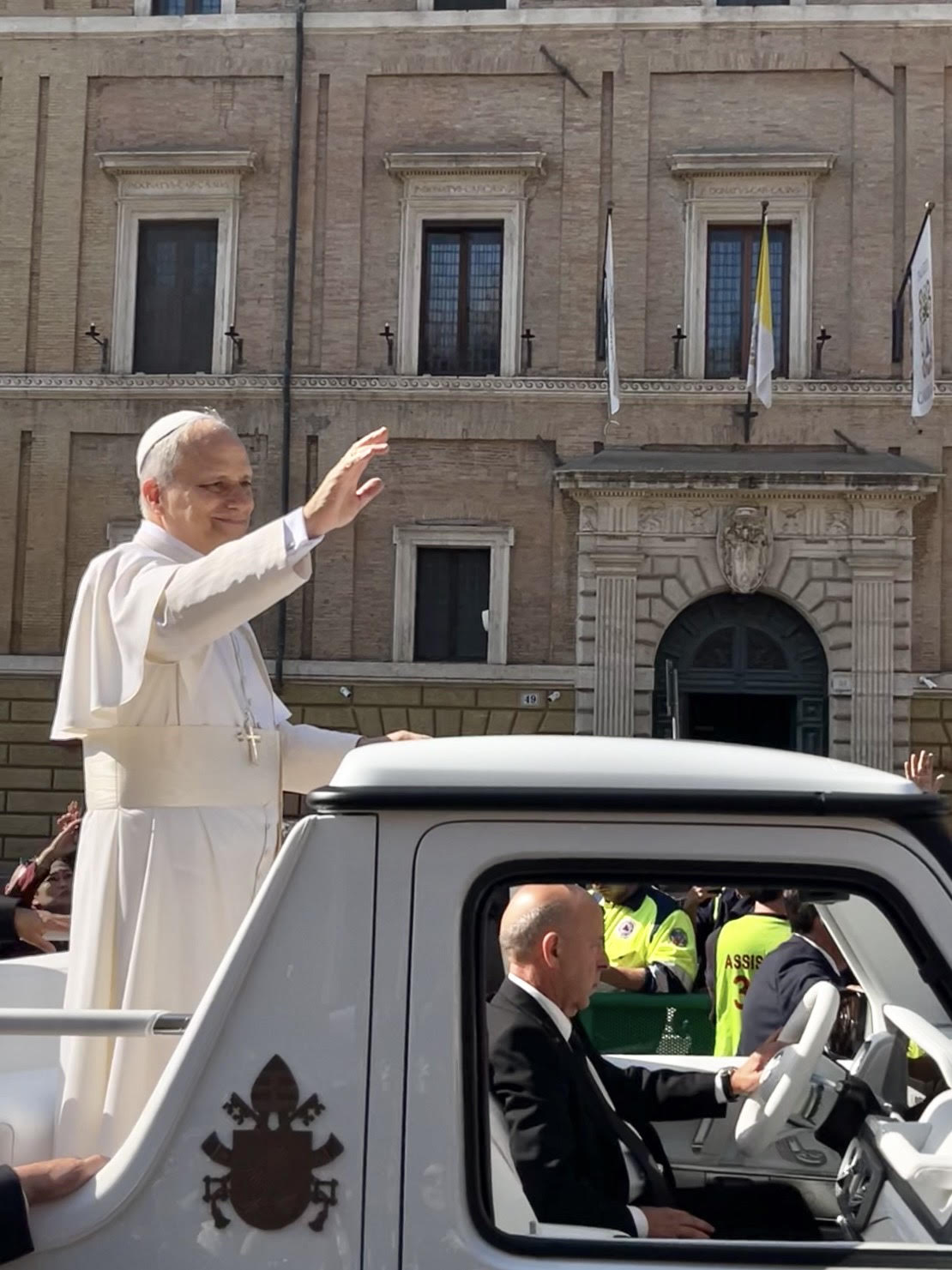
2025年の教皇着座式に先立ってパパモビルに乗るレオ14世。

2025年5月18日、レオ14世は着座式に先立って着座を祝う人々の前に現れ、バチカン市国に続くローマの通りであるヴィア・デッラ・コンチリアツィオーネとサン・ピエトロ広場内を初めてパパモビルに乗ってパレードした。使用したのは、メルセデス・ベンツGクラスのG580電気自動車（EV）で、着脱式の透明な前面と上面だけのハードトップは外してオープンカー形式で用いた。この車は2024年12月にメルセデス・ベンツから寄贈されたバチカン市国が所有する初めてのEVで、フランシスコが帰天する前日の復活祭の式典で使用していたものだった。

## 改造のないパパモビル
一般謁見や、沿道の信徒の歓呼に答える必要のない、高速道路などでの純然な移動で使用される教皇の車両は通常の無改造車である。

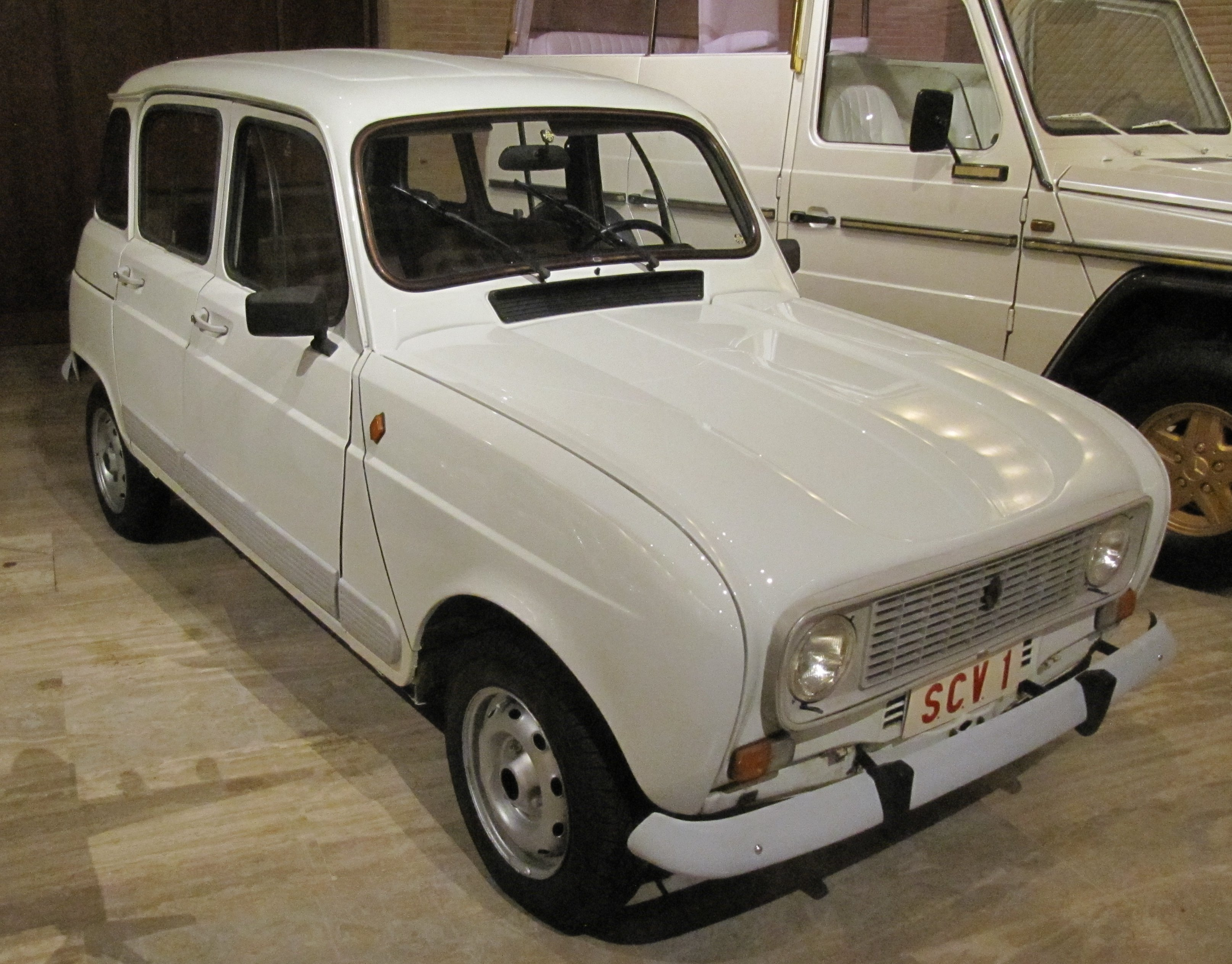
フランシスコの「ラ・ムッカ（雌牛）」ルノー・4

ベネディクト16世までは警備上の事情もあってか高級車が用いられていたが、2013年に着座したフランシスコは「福音伝道に贅沢な高級車は不要である」として、警備用に使われていたナンバープレートが「SCV 00919」だったフォード・フォーカスや、アルゼンチンで暮らしていた時に乗っていた車と同じ車種で、寄贈された時点で既に走行距離が300,000キロメートルあった1984年製ルノー・4を用いていた。特にルノー・4は、2013年9月7日に寄贈された際に鍵を受け取ったフランシスコは、その場で車に乗り込むとバチカンの敷地内とはいえ、居住していたサン・マルタ館まで走り去ってしまったので、警護の者たちを驚かせ、そして慌てさせた。このルノーの走行距離は、労働者が多く暮らすヴェローナのサヴァル地域で長年教区司祭を務めてきたレンツォ・ゾッカが、自分の教区内の人々が困ったり助けが必要な時はどんなに長距離でも駆けつけた司祭としての活動によって長い年月をかけて蓄積されたもので、清貧と地域社会の人々と共にある宣教活動を重視するフランシスコのお気に入りとなり、イタリアでは「ラ・ムッカ（la mucca、雌牛の意味）」の愛称で知られるルノー・4を時たま自ら運転し愛用した。元はといえば、高級車を乗り回している一部のカトリックの司祭司教たちに対する否定的発言を含む数々の清貧を重んじるフランシスコの言葉に感銘を受けたゾッカが、自分の車こそが新教皇のパパモビルにふさわしいと寄贈の意志を示す手紙をフランシスコに送り、また雑誌の取材でも語ったことが発端で、フランシスコは一度は断ったものの、ゾッカに替わりの車があることを条件に自らゾッカに電話をかけ寄贈が実現していた。実際の寄贈の際、ゾッカがサヴァルの教区の多くの信者たちとキャラバンを組んでバチカンまで「ラ・ムッカ」を搬送していることを聞きつけると、到着の際にはフランシスコは自ら出向いてゾッカたちを出迎え直接礼を言ったのち、前述の通り当時では異例の「走り去り」が起きたのだった。ナンバープレート「SCV １」が付けられルノー・4は、バチカン美術館内の馬車博物館に展示されている。
2013年の初の外遊となったブラジル・サンパウロでは、多くの移動に地元の信者から借りたというフィアット・プントを用い、周りの護衛車両のほうが高級であるという逆転現象が起こった。また2014年の韓国訪問で用意された車両は小型で廉価なキア・ソウルである。その他の国々でも、大衆車のやや上位のグレードを用いる傾向にある。そのほかにも日産・NP300やシボレー・D-MAXを使用している。
2019年の日本訪問では、トヨタ自動車がカトリック中央協議会に寄贈した、燃料電池自動車のトヨタ・MIRAIが、また広島県内の移動ではマツダが寄贈したマツダ・MAZDA3のセダンが用いられた。2020年10月7日、カトリック中央協議会は、来日時に使用されたトヨタ・MIRAIをベースにした「パパモビル」1台をフランシスコに納車した。

## 用途変更
2025年5月、前月に帰天したフランシスコが帰天前に、戦火で苦しむパレスチナのガザ地区の子どもたちのための移動式診療所として使用できるよう、パパモビル一台をパレスチナで活動するカトリックの慈善団体カリタス・エルサレムに提供していたことが発表された。感染症の検査キットや診断機器、縫合キット、酸素吸入器などの医療物資の装備のみならず防爆ガラスの装備も含まれた改良が行われており、改良が終了した際は医師や看護師を含む医療従事者と運転手が配備される。これはフランシスコ帰天前の最後の望みだった。提供された車両は2014年にフランシスコがヨルダン川西岸地区を訪れた際に、パパモビルとして使用するためにパレスチナ自治政府のマフムード・アッバース議長が寄贈した三菱自動車製である。

## ギャラリー

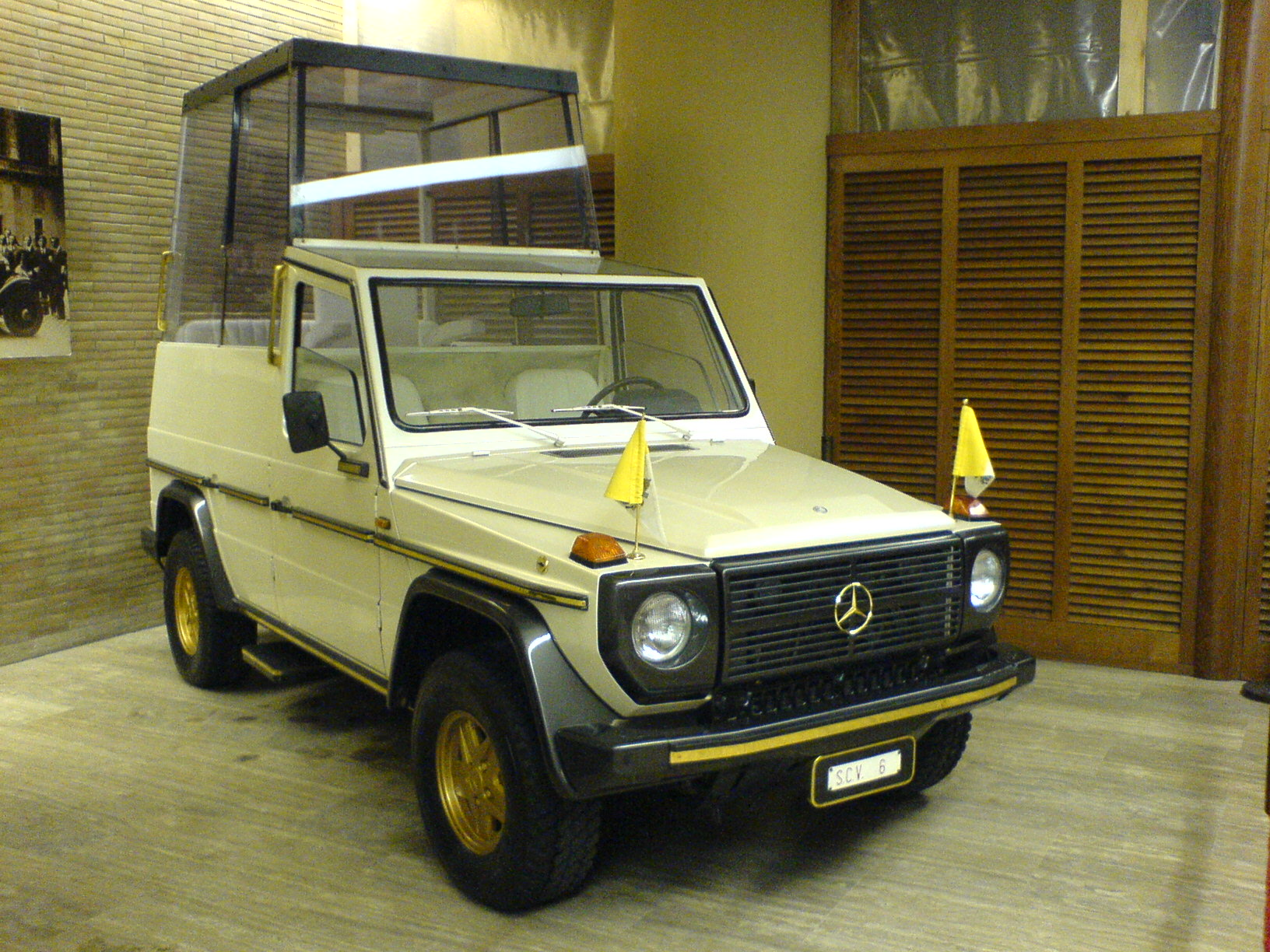
メルセデス・ベンツ230Gを改装したパパモビル
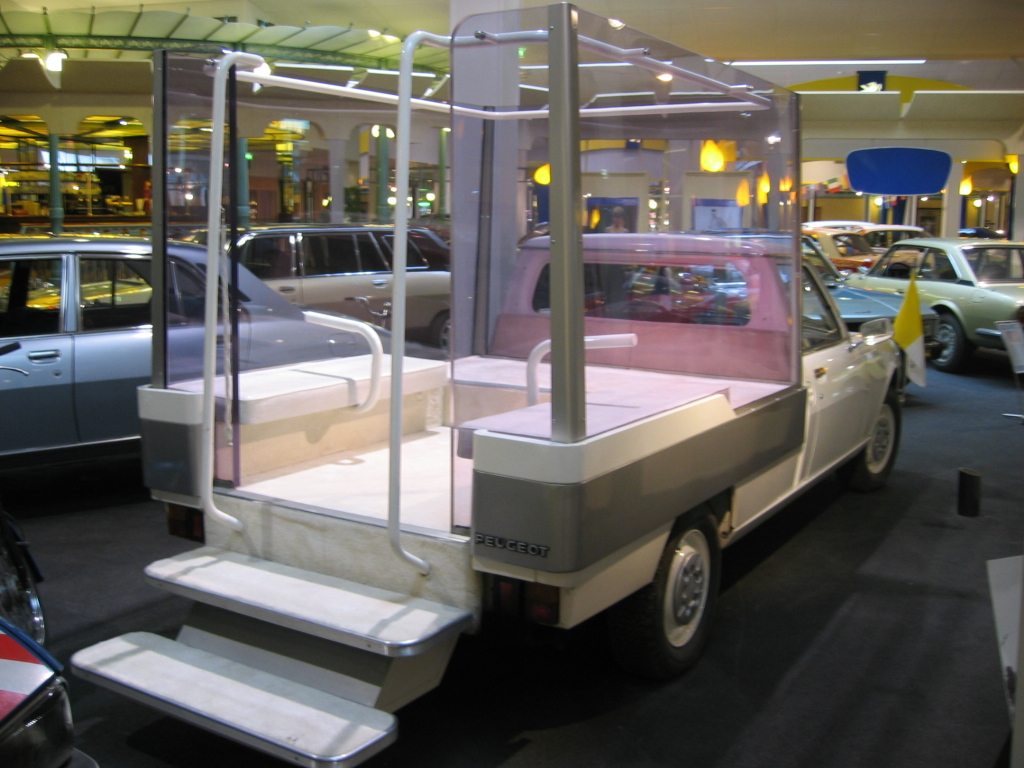
プジョー・504を改装したパパモビル
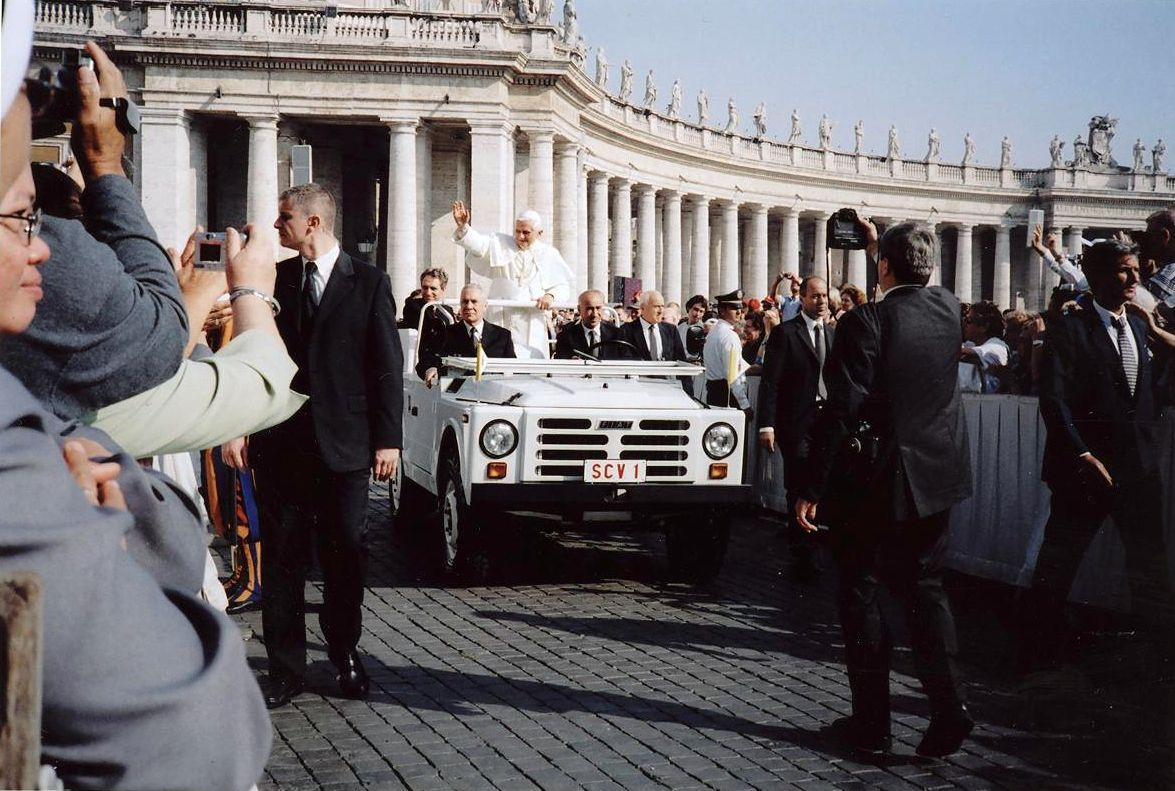
フィアット・カンパニョーラを改装したオープンカー型式のパパモビル
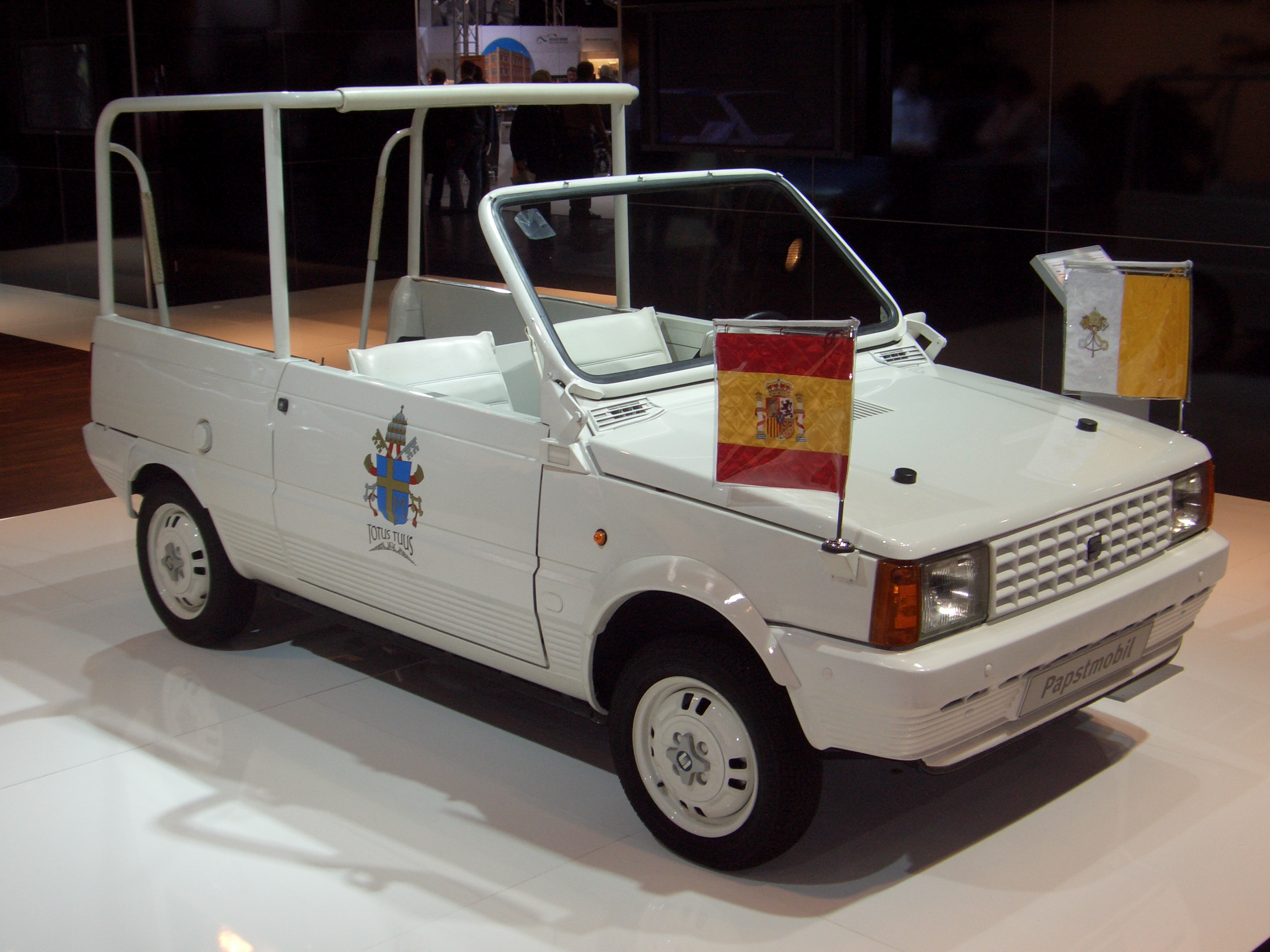
セアト製パンダを改装したパパモビル
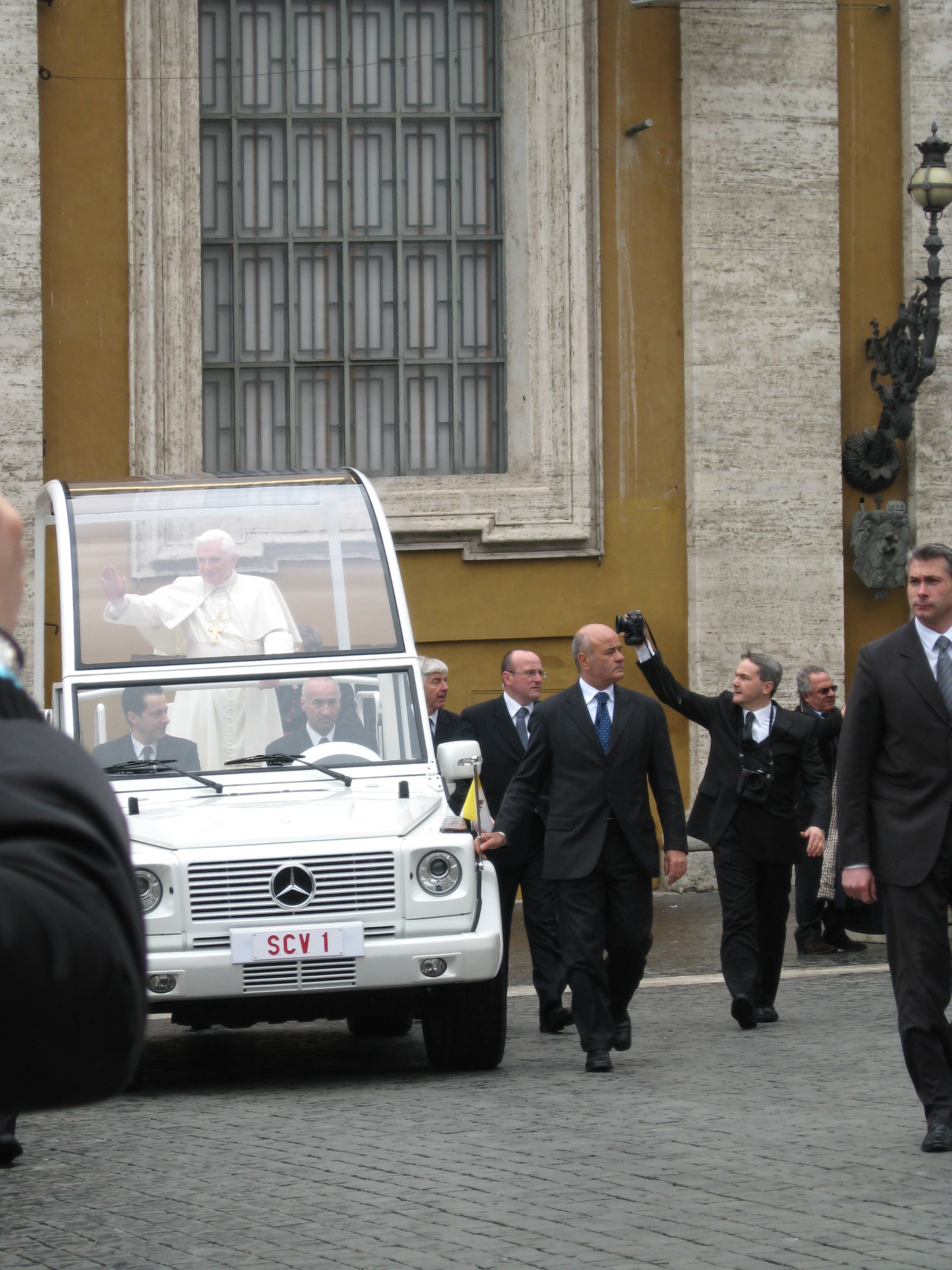
メルセデス・ベンツGクラスを改装したパパモビル
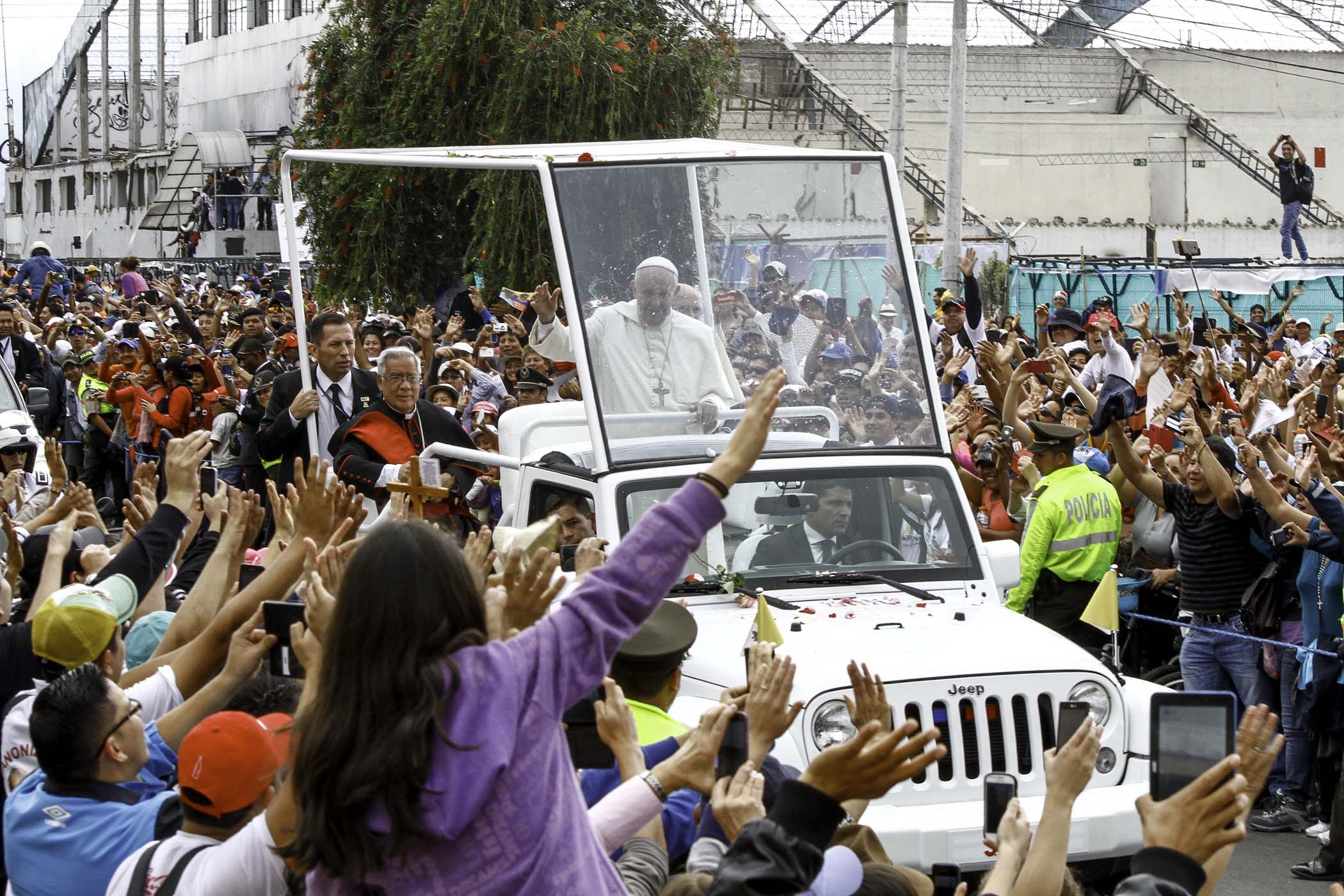
ジープを改造したパパモビル
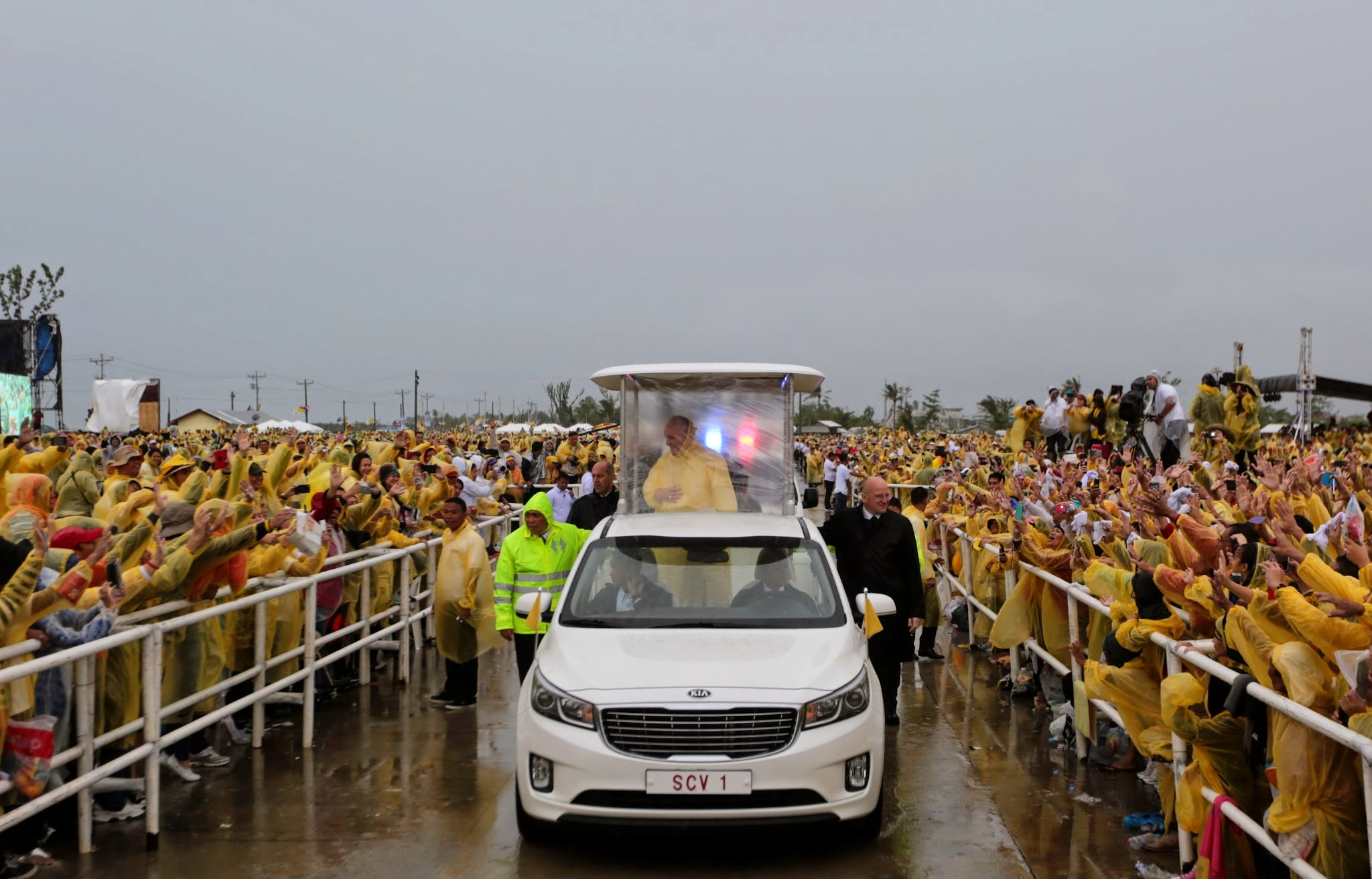
キア・セドナを改造したパパモビル
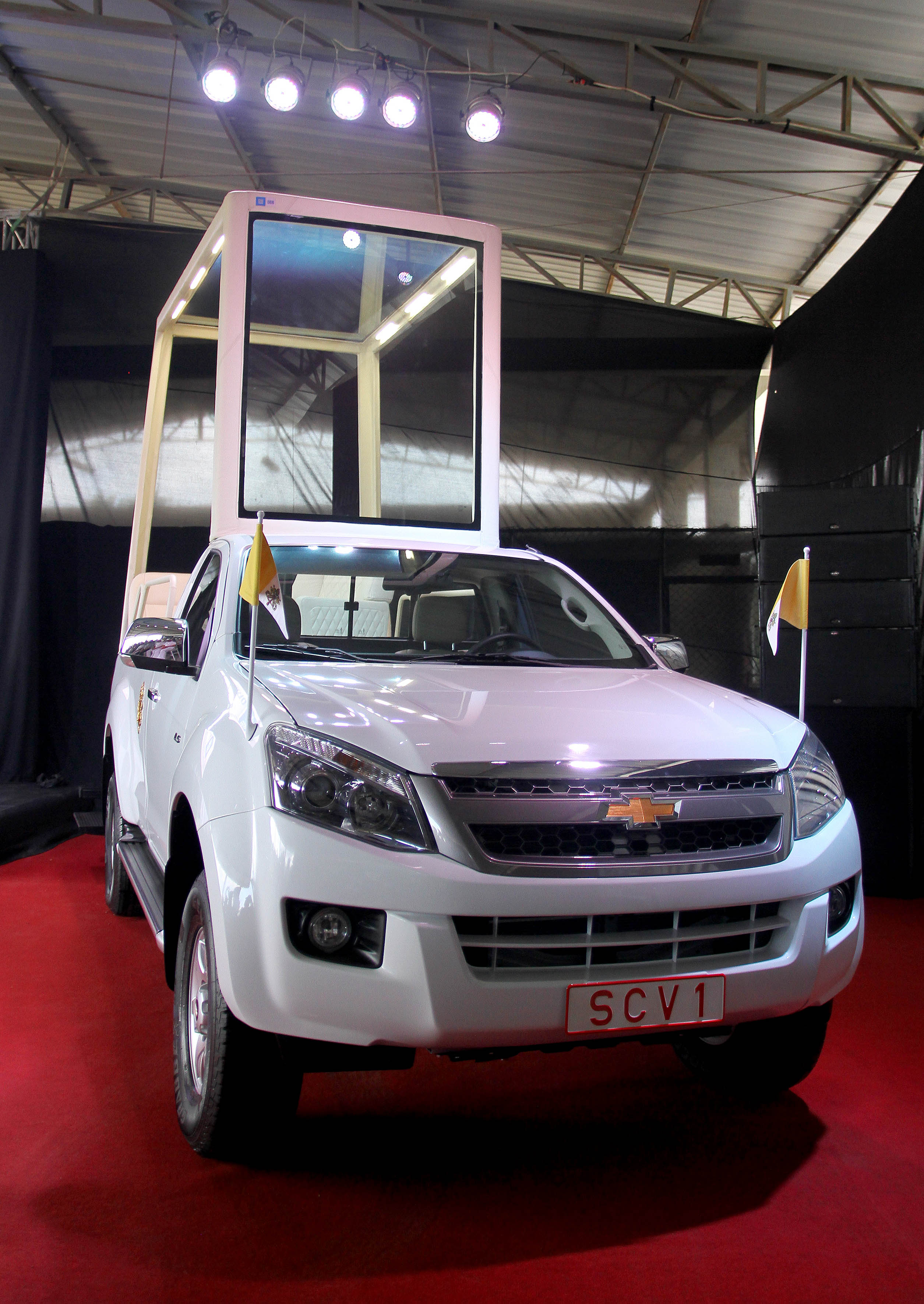
シボレー・Dmaxを改造したパパモビル